# Arthur Apelt
Arthur Apelt (* 25. August 1907 in Eibau; † 1993) war ein deutscher Dirigent und Generalmusikdirektor.

## Leben
Der im Ortsteil Mundgut (Hofesträucher) geborene Apelt entstammte einfachen Verhältnissen, seine Mutter war Textilarbeiterin und sein Vater arbeitete in der Münch-Brauerei. Der Bankkaufmann engagierte sich im Theaterverein des Turnvereins Eibau und leitete Konzerte. Der Oberlausitzer Männerchor Neugersdorf wurde zu dieser Zeit ebenfalls von ihm geleitet.
Nachdem er nach dem Schwarzen Donnerstag 1929 seine Arbeit verloren hatte, nahm Apelt in Dresden ein Studium zum Kapellmeister auf, um künftig sein Hobby zum Beruf zu machen. Anschließend erhielt er erste Engagements an Bühnen in Göttingen, Aussig, Troppau, Gießen und schließlich in Wuppertal, wo er vom 1. Kapellmeister zum Operndirektor aufstieg. 1955 folgte er einem Ruf als Generalmusikdirektor des Hessischen Staatstheaters Wiesbaden und trat die Nachfolge von Karl Elmendorff an. Hier setzte er die von seinen Vorgängern begonnene Zusammenführung des Städtischen Kur- und Sinfonieorchesters und der Staatskapelle fort, die der nach ihm amtierende Wolfgang Sawallisch erfolgreich beendete.
1958 wechselte Apelt an die Staatsoper in Berlin, wo er langjährig als Generalmusikdirektor wirkte.
Entsprechend seinem Wunsch fand Apelt 1993 in seinem Heimatort Eibau die letzte Ruhestätte.